# 莱普兰和格朗塞萨尔
莱普兰和格朗塞萨尔（法語：Les Plains-et-Grands-Essarts，法語發音：[le plɛ̃ e ɡʁɑ̃.z‿esaʁ]）是法国杜省的一个市镇，属于蒙贝利亚尔区。

## 地理
莱普兰和格朗塞萨尔（47°18'13"N, 6°53'41"E）面积10.35 平方千米，位于法国勃艮第-弗朗什-孔泰大區杜省，该省份为法国东部内陆省份，北起上索恩省，西接汝拉省，东部及东南部与瑞士接壤，东北部与贝尔福地区省接壤。
与莱普兰和格朗塞萨尔接壤的市镇（或旧市镇、城区）包括：库尔特方丹、费瑟维莱尔、安德维莱尔、蒙唐东、苏尔斯塞尔奈、特雷维莱尔。

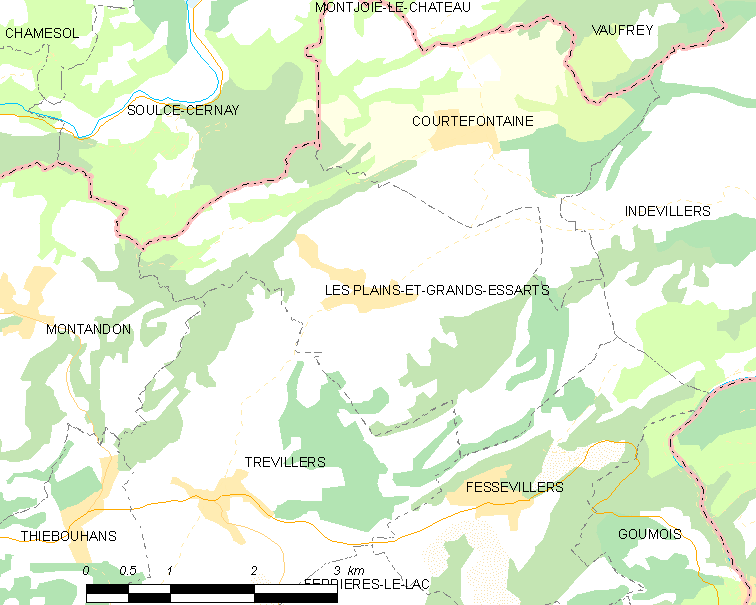
莱普兰和格朗塞萨尔的OSM定位图

莱普兰和格朗塞萨尔的时区为UTC+01:00、UTC+02:00（夏令时）。

## 行政
莱普兰和格朗塞萨尔的邮政编码为25470，INSEE市镇编码为25458。

## 政治
莱普兰和格朗塞萨尔所属的省级选区为迈什县。

## 人口

1962-2008年间莱普兰和格朗塞萨尔人口变化图示

莱普兰和格朗塞萨尔于2022年1月1日时的人口数量为211人。